# Pulford
Pulford – wieś w Anglii, w hrabstwie ceremonialnym Cheshire, w dystrykcie (unitary authority) Cheshire West and Chester. Leży 9 km na południe od miasta Chester i 262 km na północny zachód od Londynu. W 2001 miejscowość liczyła 395 mieszkańców.